# 夏休みの地図
『夏休みの地図』（なつやすみのちず）は、2013年公開の日本映画である。6月29日に広島市で先行公開され、東京でも8月17日から公開された。
真辺克彦との脚本家ユニット「公園兄弟」として『スカイハイ』シリーズ等、単独でも『旅立ち〜足寄より〜』、『シグナル〜月曜日のルカ〜』等を手がけてきた脚本家の鴨義信が、生まれ故郷の広島市を舞台に自ら企画し、脚本も担当した。監督は深作健太による。

## 解説
広島市街に住む少年達が学校名物の夏休みの宿題「街の地図」作成に取り組むことになり、それまで当たり前の風景だと思っていた広島市の歴史や人々との触れ合いを通して、成長して行く。

## キャスト
- 山本太郎：田辺浩二……健斗の父。失業中。就活しているものの、専らセンスのない発明にエネルギーが向けられている。
- 奥菜恵：田辺ゆり子……健斗の母。パート等で実質的に家を支えている存在。
- 本屋敷健太：田辺健斗……主人公。夏休みの宿題である地図作りにはじめは面倒臭さを感じる。
- 有本唯良：田辺梨紗……健斗の妹。不思議な能力を持っているようだ。
- 松尾潤：成瀬涼太……健斗のクラスメイト。カープ帽がトレードマーク。スポーツ万能で女子達からの人気が高い。
- 井上逍：空本一樹……健斗のクラスメイト。よくいるお調子者キャラ。
- 八塚穂乃花：前田遥香……健斗のクラスメイト。東京から転校してきた、健斗憧れの存在。実は哀しい秘密を抱えている。演じる八塚穂乃花自身も、地元出身の多いメイン子役達の中で唯一の県外(福岡)出身者。
- 嶋野ゆりか：沖坂菜々子……健斗のクラスメイト。しっかり者。
- 村川絵梨：濱野小梢……健斗達のクラスの担任教師。地図作りという宿題を出す。
- 宮地大介：ガラクタマン……二葉山の仏舎利塔の下で生活するホームレス。過去の出来事で心に傷を負っている。
- 柿辰丸：田辺浩二が就職面談に訪れる会社の総務担当。
- 西田篤史：友情出演
- 松本裕見子：友情出演

## スタッフ
- 監督：深作健太
- 企画・脚本：鴨義信
- 製作統括：尾﨑卓治
- 共同製作：松田哲也、香月孝史
- プロデューサー：冨田英樹
- ラインプロデューサー：藤原美恵子
- 音楽：染谷俊
- 音楽プロデューサー：高島 bishop 智明
- 撮影：鈴木一博
- 照明：岡元みゆき
- 録音・整音：岩丸恒
- 美術：津留啓亮、将多
- 編集：蛭田智子
- 衣裳：乙坂知子
- ヘアメイク：堀川なつみ
- VFX：石川肇
- 助監督：杉田満
- 特別協力：中国精螺株式会社、株式会社メディアテック一心、株式会社廣島ゼネラル
- 制作協力：キャラバンエンタテイメント
- 制作プロダクション：QUOBO PICTURES
- 製作協力：広島マツダ、ビブレーン、香月産婦人科
- 製作：QUOBO PICTURES、パットコーポレーション
- 配給協力：ティ・ジョイ
- 配給・宣伝：QUOBO PICTURES

## エピソード
- 健斗役の本屋敷健太を始めとするメインキャストの子役達は、広島在住の児童を対象としたオーディションで選抜した。2012年に夏休み中を利用して撮影された。健斗が地図作りの取材という設定で出会う町の人々も、実際に住んでいる人達が実名で出演し、彼等から証言を訊くセミ･ドキュメンタリー手法となっている。
- 登場人物の名前の多くは、鴨義信の広島の友人達の名前から取っている。村川絵梨が演じた健斗達の担任教師・濱野小梢は、現在小学校の教諭をしている鴨の高校時代の同級生の名前である。2012年末に開催された「ダマー映画祭 in ヒロシマ2012」内に行われたガラクタマン役の宮地大介、本屋敷達が出演したPRイベントには、濱野先生本人も来場していた。
- 毎年ゴールデンウィークの5月3日から5日の3日間開催されている「ひろしまフラワーフェスティバル」初日の花の総合パレードには深作健太監督、鴨、奥菜恵、本屋敷達が参加。パレードにはマツダ・T2000三輪トラックが使用された。

## ロケ地
- 二葉の里
- 仏舎利塔(二葉山平和塔)
- MAZDA Zoom-Zoom スタジアム広島
- 愛友市場
- 原爆ドーム
- 平和記念公園
- 広島市立本川小学校
- 猿猴橋
- 広島東照宮
- 相生橋
- 広島城
- 広島本通り
- 広島中央公園
- 仏だん通り
- ポップラ通り
- 市営基町高層アパート
- 大崎下島